# Вель-ле-Шатель
Вель-ле-Шате́ль (фр. Velle-le-Châtel) — коммуна во Франции, находится в регионе Франш-Конте. Департамент — Верхняя Сона. Входит в состав кантона Се-сюр-Сон-э-Сент-Альбен. Округ коммуны — Везуль.
Код INSEE коммуны — 70536.

## География
Коммуна расположена приблизительно в 310 км к юго-востоку от Парижа, в 40 км севернее Безансона, в 9 км к западу от Везуля.

## Население
Население коммуны на 2010 год составляло 139 человек.
| 1962 | 1968 | 1975 | 1982 | 1990 | 1999 | 2010 |
| ---- | ---- | ---- | ---- | ---- | ---- | ---- |
| 120  | 124  | 152  | 130  | 141  | 160  | 139  |

## Экономика
В 2010 году среди 92 человек трудоспособного возраста (15—64 лет) 69 были экономически активными, 23 — неактивными (показатель активности — 75,0 %, в 1999 году было 67,3 %). Из 69 активных жителей работали 63 человека (36 мужчин и 27 женщин), безработных было 6 (3 мужчины и 3 женщины). Среди 23 неактивных 6 человек были учениками или студентами, 13 — пенсионерами, 4 были неактивными по другим причинам.